# Mrđanovci (Kupres)
Pour les articles homonymes, voir Mrđanovci.
Mrđanovci (en serbe cyrillique : Mrđanovci) est un village de Bosnie-Herzégovine. Il est situé dans la municipalité de Kupres, dans le canton 10 et dans la fédération de Bosnie-et-Herzégovine. Selon les premiers résultats du recensement bosnien de 2013, il compte 14 habitants.
Avant la guerre de Bosnie-Herzégovine, le village faisait entièrement partie de la municipalité de Kupres ; après la guerre et à la suite des accords de Dayton (1995), son territoire a été partiellement rattaché à une municipalité nouvellement créée, portant elle aussi le nom de Kupres, et intégrée à la république serbe de Bosnie.

## Démographie

### Évolution historique de la population
| 1948 | 1953 | 1961 | 1971 | 1981 | 1991 | 2013 |
| ---- | ---- | ---- | ---- | ---- | ---- | ---- |
| -    | -    | 563  | 544  | 360  | 281  | 14   |

|  |